# カラマツソウ属
カラマツソウ属（カラマツソウぞく、学名：Thalictrum）は、キンポウゲ科の属の1つ。花弁はなく、萼片はふつう早落性で、雄蕊の花糸が発達する。

## 特徴
根茎が木質になる多年草。根出葉には長い葉柄があり、種によっては花期にも生存する。茎につく葉はふつう互生し、葉身はふつう1-5回3出の複葉、まれに単葉で、小葉は倒卵形、卵形、線状楕円形などさまざまで、種によって特徴的な形態があり、基部には短い葉柄があるか無柄になる。葉柄基部にある托葉と小葉柄基部の小托葉は暗褐色の膜質で、縁は全縁または不規則な鋸歯縁となるか、またはこれらの托葉をもたない。茎にはしばしば腺毛や腺点があり、異臭がしたり、粘着することがある。花序は茎先または葉腋につき、散房状、円錐状または散形になる。花はふつう両性であるがまれに単性。萼片は4-5個あり、多くは早く落ちるがまれに宿存する。花弁はない。雄蕊は多数あり、離生して半球状に整列し、種によって花糸がさまざまに発達する。雌蕊は2-40個ある。果実は側面に翼または稜がある痩果になる。染色体基本数はx=7。

## 分布
門田裕一 (2016)『改訂新版 日本の野生植物2』「キンポウゲ科カラマツソウ属」によると、日本には21種7変種がある。世界では、北半球の暖帯から寒帯にかけて約150種あり、南アメリカとアフリカ南部に少数の種が分布する。

## 利用、利害
植物体にアルカロイド類を含有し、腹痛や下痢に対処するために用いられることがあるが、神経麻痺や血圧降下をもたらす有毒植物でもある。

## 名前の由来
「カラマツソウ属」は、雄蕊が多数あって、花糸が半球形に整列したようすが、マツ科のカラマツ（落葉松、唐松）の短枝に似ており、この属の和名の由来になっている。
属名 Thalictrum は、1世紀のギリシアの医師ペダニウス・ディオスコリデスがつけたこの属の植物の名前 "thaliktron" に由来する。

## 種

### 日本に分布等する種
和名、学名はYListに、種の保全状況評価は日本のレッドデータ検索システムによる。
なお2025年、東北大学や琉球大学などのチームが、沖縄本島北部の森に自生する多年草が、沖縄固有の新種だとする分析結果を発表した。チームは「ヤンバルカラマツ」と命名した。1997年に琉球大の研究者が発見し、アキカラマツの一種だと考えられてきた。台湾固有のタカサゴカラマツと近縁の種と考えられるという。
カラマツソウ節 Sect. Tripterium
- カラマツソウ（唐松草[6]）Thalictrum aquilegiifolium L. var. intermedium Nakai - 高さ200cmにおよぶことがある。茎葉は3-4回3出複葉、小葉は卵形、広卵形、扇形。托葉と小托葉がある。花期は6-9月。萼片は白色から帯紫色で早落性。花糸は棍棒状になる。1花あたりの痩果は7-15個で楕円形。北海道、本州の海岸から標高3000mの高山まで分布し、日当たりの良い草地に生育する[1]。
  - マンセンカラマツ（満鮮唐松[7]）Thalictrum aquilegiifolium L. var. sibiricum Regel et Tiling - 1花あたりの痩果は3-8個で倒卵形、痩果の先端が切頭または凹頭になる。本州の日本海側、四国、九州に分布し、海岸から山地の草原、林縁に分布するが亜高山、高山には出現しない。絶滅危惧IB類(EN)（環境省）。国外では朝鮮半島、中国大陸東北部、サハリン、シベリア東部に分布する[1][3]。

ハルカラマツ節 Sect. Baicalensia
- ハルカラマツ（春唐松[6]）Thalictrum baicalense Turcz. ex Ledeb. - 高さ50-100cm。茎葉は2-3回3出複葉、小葉は広くさび状倒卵形からくさび形。小托葉はない。花期は6-7月。萼片は黄白色で早落性。花糸は先が棍棒状になる。痩果は4-8個で球状楕円形。北海道、本州の福島県・栃木県・群馬県・埼玉県に分布し、湿り気のある草地など生育する。絶滅危惧II類(VU)（環境省）。国外では朝鮮半島北部、中国大陸東北部、シベリア東部に分布する[1]。

ミヤマカラマツ節 Sect. Physocarpum
- オオミヤマカラマツ Thalictrum filamentosum Maxim. - 高さ60-80cm。ミヤマカラマツによく似るが、茎葉は単葉または1回3出複葉で対生し、小葉の裏面の葉脈が隆起しなく、小葉の基部が深い心形から切形になる。痩果の柄は長さ1.5mmと短い。九州の対馬と平戸島に分布し、日当たりの良い岩上や林縁に生育する。国外では朝鮮半島、中国大陸東北部、ロシア沿海地方に分布する[1]。
- ナガバカラマツ（長葉唐松[7]）Thalictrum integrilobum Maxim. - 高さ27-40cm。根出葉は3-4回3出複葉、小葉は線状楕円形。托葉と小托葉はない。花期は6月。萼片は白色で早落性。花糸は棍棒状で葯より幅が広い。痩果は2-4個で三日月形。北海道の日高地方と胆振地方に分布し、超塩基性岩地の山地の河畔などに生育する。別名、ホソバカラマツ、サマニカラマツ[1]。絶滅危惧II類(VU)（環境省）。
- ツクシカラマツ Thalictrum kiusianum Nakai - 原産地が九州と推定される栽培植物。高さ10-25cm。根出葉は2回3出複葉、小葉は広倒卵形から広卵形。托葉と小托葉はない。花期は5-9月。萼片は紫色で早落性。花糸は棍棒状。痩果は3-4個で三日月形[1]。
- コゴメカラマツ Thalictrum microspermum Ohwi - 高さ15-40cm。根出葉は2-3回3出複葉、小葉は質が薄く、倒卵状菱形から菱形。托葉と小托葉はない。花期は4-5月。萼片は白色で早落性。雄蕊は不明。痩果は6-12個で紡錘形。四国の香川県・徳島県・高知県、九州の宮崎県に分布し、林内や林縁に生育する[1]。絶滅危惧II類(VU)（環境省）。
- ヒメミヤマカラマツ（姫深山唐松[6]）Thalictrum nakamurae Koidz. - ミヤマカラマツに似るが小型。高さ15-25cm。根出葉は2回3出複葉、小葉は円形から広倒卵形、または倒卵形。托葉と小托葉はない。花期は7-9月。萼片は白色で早落性。花糸は棍棒状で上半分が幅広い。痩果は4個で紡錘形。本州の群馬県北部と新潟県の越後山脈と三国山脈に分布し、渓谷の湿った岩上に生育する[1][3]。準絶滅危惧(NT)（環境省）。
- ヒレフリカラマツ Thalictrum toyamae Ohwi et Hatus. - 高さ15-30cm。根出葉は3回3出複葉、小葉は広倒卵状菱形から広卵形。托葉と小托葉はない。花期は6月。萼片は白色から淡いピンク色で宿存性。花糸は棍棒状で葯より幅が広い。痩果は2-10個で紡錘形。九州の佐賀県と長崎県の特産で、谷間の湿った岩上に生育する[1][3][8]。絶滅危惧IB類(EN)（環境省）。
- ミヤマカラマツ（深山唐松[6]）Thalictrum tuberiferum Maxim. - 高さ10-80cm。茎葉は2-3回3出複葉で互生し、小葉は狭卵形から広卵形または広倒卵状菱形。托葉と小托葉はない。花期は5-8月。萼片は白色ときに背面が帯紫色で早落性。花糸は棍棒状で上部は太く、下部は糸状になる。痩果は2-7個で三日月形。北海道、本州、四国、九州に分布し、湿り気のある林縁に生育する。国外では朝鮮半島北部、中国大陸東北部、ロシア沿海地方に分布する[1][3]。
  - ヤクシマカラマツ（屋久島唐松[7]）Thalictrum tuberiferum Maxim. var. yakusimense (Koidz.) Emura - 高さ5-20cm。小葉は円形。托葉と小托葉はない。花期は7-9月。萼片は早落性。花糸は紫色で先端に丸い葯をつける。屋久島の特産[1][7]。初め、独立種 Thalictrum yakusimense とされた[7]。絶滅危惧II類(VU)（環境省）。
- ムラサキカラマツ Thalictrum uchiyamae Nakai - 高さ27-40cm。根出葉は2-4回3出複葉、小葉は倒卵形から広倒卵形。托葉と小托葉はない。花期は5-6月。萼片は濃紫色で早落性。花糸は棍棒状。痩果は2-3個で紡錘形。九州の対馬と平戸島に分布し、岩礫地や疎林の林床に生育する[1]。絶滅危惧IB類(EN)（環境省）。国内希少野生動植物種指定および特定第一種国内希少野生動植物種指定。国外では朝鮮半島南部に分布する。
- ウジカラマツソウ Thalictrum ujiinsulare Hatus. - 高さ50cm。根出葉は3-5回3出複葉、小葉は広倒卵状くさび形から円状菱形で裏面が粉白色にならない。托葉と小托葉はない。痩果は8-11個で半球状につく。九州の鹿児島県、薩南諸島北部の宇治群島に分布し、岩壁に生育する[1][9]。絶滅危惧IA類(CR)（環境省）。
- タマカラマツ Thalictrum watanabei Yatabe - ミヤマカラマツに似るが全体に小さい。高さ20-40cm。根出葉は2-3回3出複葉、小葉は広倒卵形または広卵形。托葉と小托葉はない。花期は5-9月。萼片は白色で早落性。花糸は棍棒状。痩果は3-6個で紡錘形。本州の静岡県・紀伊半島以西、四国、九州に分布し、谷間や林下の湿った岩場に生育する[1]。絶滅危惧II類(VU)（環境省）。

シキンカラマツ節 Sect. Purpurea
- シロカネカラマツ Thalictrum koikeanum Sera, N.Hamada et Kadota - 高さ50-180cm。茎葉は4-6回3出複葉、小葉は倒卵形から卵形、または楕円形。托葉は膜質で鞘状、小托葉はない。花期は7月。萼片は白色で強く反曲し宿存性。葯は黄色で花糸は糸状。痩果は10-18個で紡錘形。本州の広島県東北部の特産で、ヒノキ植林の林内や林縁などの湿地に生育する。2011年新種記載の種[1]。
- シキンカラマツ（紫錦唐松[6]）Thalictrum rochebruneanum Franch. et Sav. - 高さ50-200cmかそれを超える。茎葉は3-5回3出複葉、小葉は広倒卵形から円形、または広卵形。托葉は膜質で切れ込み、小托葉はない。花期は7-8月。萼片は淡紅紫色で宿存性。葯は鮮黄色で花糸は糸状。痩果は約20個で紡錘形。本州の福島県・茨城県・群馬県・新潟県・長野県に分布し、夏緑林の林縁や林間の湿り気のある草地に生育する[1]。

アキカラマツ節 Sect. Thalictrum
- ヒメカラマツ（姫唐松[6]）Thalictrum alpinum L. var. stipitatum Y.Yabe - 高さ8-20cm。根出葉は2-3回3出複葉、小葉は卵形から広卵形、またはやや円形。托葉は膜質で全縁、小托葉はない。花期は7-8月。萼片は黄緑色で早落性。葯は鮮黄色で花糸は糸状で帯紫色。痩果は4-6個で紡錘形、果柄は長さ1.5-3mm。本州の早池峰山・中部地方の高山、四国に分布し、高山帯の風の強い礫地や草地に生育する。国外ではヒマラヤ地域に広く分布する[1]。
- チャボカラマツ Thalictrum foetidum L. var. glabrescens Takeda - 高さ10-50cm、茎は斜上してジグザグに伸びる。根出葉は3-5回3出複葉、小葉は倒卵形から卵形、または広卵形。小托葉はない。花期は5-6月。萼片は紫褐色で早落性。葯は鮮黄色、花糸は糸状で紫褐色。痩果は2-6個で紡錘形、無柄。北海道の道央（後志・石狩地方[10]）、本州の岩手県に分布し、超塩基性岩地や石灰岩地の岩礫地に生育する[1]。絶滅危惧II類(VU)（環境省）。
  - アポイカラマツ Thalictrum foetidum L. var. apoiense T.Shimizu - チャボカラマツより小型。小葉の質が厚く、小葉の長さが0.3-0.7mm、痩果は3-4個。北海道のアポイ岳とその周辺のカンラン岩地、後志地方大平山の石灰岩地に生育する[1][8]。絶滅危惧II類(VU)（環境省）。
- タイシャクカラマツ Thalictrum kubotae Kadota - 高さ30-40cm、植物体に腺毛があって粘り、悪臭がある。茎葉は2-5回3出複葉、小葉は広倒卵形から倒卵形、または狭倒卵形。托葉と小托葉は膜質で暗褐色。花期は5-6月。萼片は淡紫褐色で宿存性。葯は黄色で花糸は糸状。痩果は1-2個で紡錘形、無柄。本州の広島県帝釈峡近くの石灰岩地に生育する。2005年新種記載の種[1]。準絶滅危惧(NT)（環境省）。
- アキカラマツ Thalictrum minus L. var. hypoleucum (Siebold et Zucc.) Miq. - 高さ15-200cm。根出葉は3-5回3出複葉、小葉は卵形から広卵形、または倒卵形。托葉と小托葉は膜質で鋸歯縁。花期は7-9月。萼片は黄白色で早落性。葯は黄白色で花糸は糸状。痩果は1-4個で紡錘形、無柄。北海道、本州、四国、九州に分布し、海岸から高山まで生育する。国外では朝鮮半島、中国大陸、千島列島、サハリン、ロシア沿海地方、モンゴルに分布する[1]。
  - オオカラマツ Thalictrum minus L. var. kemense (Fr.) Trelease -　高さ20-160cm。葉の裏面と痩果に腺毛が生え、果柄が長さ10-40mmになる。北海道、本州の中部地方以北に分布し、アキカラマツより高い場所に生える。別名、コカラマツ[1]。
  - ミョウギカラマツ Thalictrum minus L. var. chionophyllum (Nakai ex F.Maek.) Emura - 長さ40-100cm。茎葉は2-4回3出複葉、小葉は卵形から楕円形、表面が青緑色で裏面は雪白色。花期は7-8月。萼片は白色で早落性。葯は黄色で花糸は糸状。花はまばらにつき、果柄が長さ15-30mmになる。本州の群馬県、埼玉県に分布し、岩壁から懸垂する[1][8]。絶滅危惧IA類(CR)（環境省）。
  - イシヅチカラマツ Thalictrum minus L. var. yamamotoi (Honda) Sugim. ex Kadota - 葉の裏面に腺点があり、痩果と果柄に腺毛が生え、果柄が長さ5-11mmになる。花期は6月。四国、九州の宮崎県に分布し、石灰岩、サヌカイトの岩壁に生育する[1]。絶滅危惧IB類(EN)（環境省）。
- イワカラマツ（岩唐松[11]）Thalictrum sekimotoanum Honda - 高さ50-150cm。植物体に腺毛が密生し粘る。葉は2-4回3出複葉。花期は5-8月。花は円錐状に広がってつく。萼片は早落性。痩果は縦の稜が目立つ紡錘形。本州の秋田県・栃木県・山梨県・長野県に分布し、山地の礫地や岩場に生育する[11]。別名、ナツカラマツ[1]。門田裕一 (2016)『改訂新版 日本の野生植物2』「キンポウゲ科カラマツソウ属」では、アキカラマツの姉妹群、T. minus var. sekimotoanum (Honda) Kitam. として扱っている[1]。絶滅危惧II類(VU)（環境省）。
- ノカラマツ（野唐松[6]）Thalictrum simplex L. var. brevipes H.Hara - 高さ60-150cm。茎葉は1-3回3出複葉、小葉は狭倒卵形から広倒卵形。小托葉がある。花期は5-9月。萼片は黄白色から淡黄緑色で早落性。葯は黄白色で花糸は糸状。痩果は2-6個で紡錘形、無柄。本州（東北南部以南）、四国、九州に分布し、河川敷、荒れ地、山地草原の日当たりの良い乾いた草地に生育する。国外では朝鮮半島南部、中国大陸東北部に分布する[1]。絶滅危惧II類(VU)（環境省）。
- カルイザワカラマツ Thalictrum × karuizawaense Emura - アキカラマツとノカラマツの交雑種。長野県軽井沢町がタイプ標本の採集地[12]

エゾカラマツ節
- エゾカラマツ Thalictrum sachalinense Lecoy. - 高さ50-90cm。茎葉は2-3回3出複葉、小葉は広くさび状卵形。托葉と小托葉は膜質で全縁。花期は6-7月。萼片は白色で背面が帯紫色、早落性。葯は黄白色で花糸は棍棒状。痩果は8-15個で倒卵状、ほとんど無柄。南千島、北海道に分布し、林縁や林間の草地に生育する。国外では朝鮮半島北部、サハリンに分布する[1]。

シギンカラマツ節 Sect. Erythrandra
- シギンカラマツ（紫銀唐松[6]）Thalictrum actaeifolium Siebold et Zucc. - 高さ10-70cm。茎葉は2-3回3出複葉、小葉は卵形から広卵形、または円形。托葉は膜質で全縁、小托葉はない。花期は7-9月。萼片は白色で背面が帯紫色、早落性。葯は黄白色で花糸は細い棍棒状。痩果は2-5個で狭卵状、短い柄がある。本州の関東地方以西、四国、九州に分布し、林縁や林間の草地に生育する[1]。

### その他の主な種
和名、学名はYListに、分布地は特に記載のないものは、Thalictrum, Flora of China による。
- Thalictrum actaeifolium Siebold et Zucc. var. brevistylum Nakai - チョウセンシギンカラマツ。日本に分布するシギンカラマツを基本種とする変種で、萼片が淡紅紫色になる。朝鮮半島南部に分布する[1]。
- Thalictrum alpinum L. var. alpinum - チシマヒメカラマツ。日本に分布するヒメカラマツの基本種。北半球の寒帯に広く分布する[1]。
- Thalictrum coreanum H.Lév. - ハスノハカラマツ。朝鮮半島原産の栽培種。
- Thalictrum foeniculaceum Bunge - イトバカラマツ。中国大陸に分布。
- Thalictrum foetidum L. var. foetidum - 日本に分布するチャボカラマツ、アポイカラマツの基本種。ユーラシア大陸に広く分布する。全体に腺毛が密生し、悪臭がある。岩手県の石灰岩地に分布するものに「ニオイカラマツ」の和名を与えられ、この基本種とされていたが、門田裕一 (2016)『改訂新版 日本の野生植物2』「キンポウゲ科カラマツソウ属」では、日本産のものはチャボカラマツ var. glabrescens に合一されている[1]。
- Thalictrum ichangense Lecoy. ex Oliv. - トウハスノハカラマツ。中国大陸に分布。
- Thalictrum javanicum Blume var. puberulum W.T.Wang - 中国大陸に分布。
- Thalictrum myriophyllum Ohwi - コバカラマツ。台湾に分布。
- Thalictrum osmorhizoides Nakai - ヒカゲカラマツ。朝鮮半島に分布。
- Thalictrum petaloideum L. var. petaloideum - ハナカラマツ。東アジアに分布。
- Thalictrum petaloideum L. var. supradecompositum (Nakai) Kitag. - ヤチマタカラマツ。中国大陸に分布。
- Thalictrum rubescens Ohwi - ナンコカラマツ。台湾に分布。
- Thalictrum sessile Hayata - ニイタカカラマツ。台湾に分布。
- Thalictrum simplex L. var. simplex - シベリアノカラマツ。日本に分布するノカラマツの基本種で、痩果の柄が長さ5-15mmになる。ユーラシア大陸に広く分布する[1]。
- Thalictrum sparsiflorum Turcz. ex Fisch., C.A.Mey. et Ave-Lall. - ツリフネカラマツ。北半球に分布。
- Thalictrum squarrosum Stephan ex Willd. - エダハリカラマツ。中国大陸東北部、モンゴル、シベリアに分布。
- Thalictrum urbainii Hayata - タカサゴカラマツ。台湾に分布。